# لياسين كادامورو بن طيبة
لياسين كادامورو بن طيبة (بالفرنسية: Liassine Cadamuro)‏؛ مواليد 5 مارس 1988 في تولوز، فرنسا لأب إيطالي وأم جزائرية
هو لاعب كرة قدم جزائري يلعب لنادي ريال سوسييداد ومنتخب الجزائر لكرة القدم كمدافع.

## روابط خارجية
- لياسين كادامورو بن طيبة على موقع الاتحاد الأوربي (الإنجليزية)
- لياسين كادامورو بن طيبة على موقع قاعدة بيانات كرة القدم.إي يو (الإنجليزية)
- لياسين كادامورو بن طيبة على موقع ناشيونال فوتبول تيمز (الإنجليزية)
- لياسين كادامورو بن طيبة على موقع Soccerbase.com (لاعب) (الإنجليزية)
- لياسين كادامورو بن طيبة على موقع Soccerway.com (الإنجليزية)
- لياسين كادامورو بن طيبة على موقع عالم كرة القدم.نت (الإنجليزية)
- لياسين كادامورو بن طيبة على موقع AS.com (الإسبانية)